# Schermen op de Pan-Amerikaanse Spelen 1951
Schermen is een van de sporten die beoefend werden op de Pan-Amerikaanse Spelen 1951 in Buenos Aires. Bij de mannen werd in elk onderdeel geschermd, bij de vrouwen enkel in het individuele floret. 

## Medailles

### Mannen
| Onderdeel   | Goud | Goud                                                                                         | Zilver | Zilver                                                                                          | Brons | Brons                                                                      |
| ----------- | ---- | -------------------------------------------------------------------------------------------- | ------ | ----------------------------------------------------------------------------------------------- | ----- | -------------------------------------------------------------------------- |
| Degen       | ARG  | Antonio Villamil                                                                             | MEX    | Benito Ramos                                                                                    | USA   | Edward Vebell                                                              |
| Degen team  | ARG  | Antonio Villamil Guido Lavelle Raúl Saucedo Floro Díaz Vito Simonetti A. Repetto             | USA    | Edward Vebell Albert Wolff Fred R. Weber Byron Krieger Nathaniel Lubell Miguel de Capriles      | CUB   | Carlos Lamar Roberto Mańlich Jorge Agostini Roberto García Miguel Olivella |
| Floret      | ARG  | Félix Galimi                                                                                 | ARG    | José Rodríguez                                                                                  | USA   | Nathaniel Lubell                                                           |
| Floret team | USA  | Nathaniel Lubell Edward Vebell Byron Krieger Albert Wolff Miguel de Capriles Tibor Nyilas    | ARG    | Félix Galimi José Rodríguez Raúl Saucedo Santiago Massini E. Sastre Fulvio Galimi               | CUB   | Jorge Agostini Armando Barrientos Abelardo Menéndez Miguel Olivella        |
| Sabel       | USA  | Tibor Nyilas                                                                                 | USA    | George V. Worth                                                                                 | BRA   | Estevao Molnar                                                             |
| Sabel team  | USA  | George V. Worth Nathaniel Lubell Byron Krieger Fred R. Weber Miguel de Capriles Tibor Nyilas | ARG    | Ercole Gónzalez Guillermo Watkins Fernando Huergo José M. Casanova Albino Aguero Edgardo Pomini | BRA   | Estevao Molnar Federico Serrao Matt Hugler Damasio Sa Virgilio             |

### Vrouwen
| Onderdeel | Goud | Goud          | Zilver | Zilver               | Brons | Brons         |
| --------- | ---- | ------------- | ------ | -------------------- | ----- | ------------- |
| Floret    | ARG  | Elsa Irigoyon | ARG    | Irma G. de Antequada | ARG   | Lilia Rositto |

### Medaillespiegel
| Plaats | Land             | NOC    | Goud | Zilver | Brons | Totaal |
| ------ | ---------------- | ------ | ---- | ------ | ----- | ------ |
| 1      | Argentinië       | ARG    | 4    | 4      | 1     | 9      |
| 2      | Verenigde Staten | VEN    | 3    | 2      | 2     | 7      |
| 3      | Mexico           | MEX    | 0    | 1      | 0     | 1      |
| 4      | Cuba             | CUB    | 0    | 0      | 2     | 2      |
| 4      | Brazilië         | BRA    | 0    | 0      | 2     | 2      |
| Totaal | Totaal           | Totaal | 7    | 7      | 7     | 21     |